# يلا شباب (برنامج)
برنامج يلا شباب برنامج من فكرة هاني خوجة يهدف إلى تحسين وتغيير المجتمع بشكل عام مع التركيز على فئة الشباب خاصة المراهقين والعشرينات، كان على تقديم البرنامج كلاً من قسورة الخطيب وعيسى بوقري وأحمد الشقيري. عرض عام 2002 على قناة إم بي سي تميز بتناوله قضايا الشباب بشكل جديد لا يعتمد على الخطابة بقدر ما يعتمد على لغة بسيطة تجذب الشباب.

## اقرأ أيضا
- الباقيات الصالحات (برنامج تلفزيوني)